# Исабеков, Серик Ергалиевич
Серик Ергалиевич Исабеков (02.02.1941 — 10.01.2019) — казахстанский лингвист, доктор филологических наук, профессор кафедры теоретического и прикладного языковедения Казахского университета международных отношений и мировых языков имени Абылай хана (г. Алматы, Казахстан), член Казахстанской ассоциации учителей немецкого языка.
Основные направления научных исследований — проблемы казахстанского и зарубежного языкознания, германистика, вопросы соотношения языка, мышления и культуры, проблемы лингвокультурологии и когнитивной лингвистики. Автор более 80 научных трудов, в том числе 2 монографий.

## Биография, образование
Родился 2 февраля 1941 года в селе Эрик Павлодарской области. Свободно владел немецким языком с детства (вырос в колхозе им. Э. Тельмана, где абсолютное большинство населения составляли немцы), что и сыграло решающую роль в его жизни.
По окончании школы поступил на факультет немецкого языка Алма-Атинского института иностранных языков.
В 1969 году был направлен руководством института в Московский государственный педагогический институт иностранных языков им. Мориса Тореза в очную аспирантуру. Научным руководителем стал профессор А. Д. Райхштейн.
В 1973 году защитил в Москве кандидатскую диссертацию по проблемам немецкой фразеологии — «Немецкие идиоматические устойчивые фразы непословичного и нецитатного характера (поговорки)».
Общаясь с такими корифеями казахстанской науки, как М. М. Копыленко, А. Е. Карлинский, Н. Г. Курманбаев, Серик Ергалиевич совершенствует свои познания в лингвистике, продолжает научные разработки.
В 1996 году в Алматы успешно защитил докторскую диссертацию «Принцип дополнительности в номинативной системе языка»

## Трудовая деятельность
1964—1969 — преподаватель немецкого языка Алма-Атинского института иностранных языков.
1986—1988 — старший научный сотрудник Алма-Атинского института иностранных языков.
1988—1991 — заведующий кафедрой лексикологии немецкого языка Алма-Атинского института иностранных языков.
1991—1994 — декан факультета немецкого языка в КазУМОиМЯ имени Абылай хана.
1994—1998 — заведующий кафедрой лексикологии немецкого языка в КазУМОиМЯ имени Абылай хана.
1998—2000 — проректор по научной работе в КазУМОиМЯ имени Абылай хана.
2000—2008 — заведующий кафедрой романо-германской филологии в КазУМОиМЯ имени Абылай хана.
С 2008 по 2019 годы на факультете немецкого языка, а затем на факультете романо-германской филологии Исабеков С. Е. читал лекции по лексикологии немецкого языка, вел спецкурсы по немецкой фразеологии, читал теоретические курсы по философским проблемам языкознания.

## Научная деятельность
В течение 18 лет Исабеков С. Е. являлся Председателем Специализированного Докторского Совета по защите кандидатских и докторских диссертаций Д 14.14.01 при КазУМОиМЯ и имени Абылай хана, тем самым он внес значительный вклад в развитие научного потенциала не только своего вуза, но и всей Республики Казахстан.
Под руководством профессора Исабекова С. Е. защищены 18 кандидатских диссертаций и 4 докторских диссертаций.
Многолетние исследования проф. Исабекова С. Е. в области одного из актуальнейших проблем современной лингвистики — когнитивной лингвистики отражены в его научном труде «Основы когнитивной лингвистики».

## Награды
2001 — юбилейная медаль «10 лет Независимости Республики Казахстан»
2010 — орден «Курмет» (от 7 декабря 2010 г.)
2013 — почетный знак «70 лет КазУМОиМЯ имени Абылай хана»